# PS COMPANY

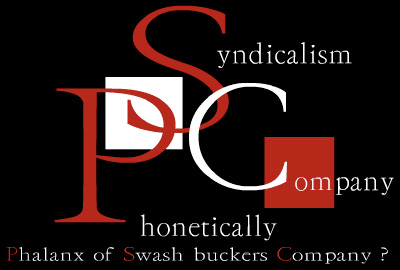

유한 회사 피에스 컴퍼니(PS COMPANY)는 도쿄도 스기나미구에 본사를 둔 음악 제작 회사이다. 대표 이사는 오자키 토모미. 본래 그녀는 비쥬얼계 밴드의 팬이고 거기에서 운영진이 된 인물이다.

## 아티스트

### 현재 소속 아티스트
- Kra
- the GazettE
- D=OUT
- SCREW
- ViViD
- BORN
- RAVE
- thelotus
- naoki

### 과거의 소속 아티스트
- Dué le quartz
- Hanamuke
- bis
- Ash
- Palette
- miyavi
- Kagrra,
- SuG
- Alice Nine